# Wereldbeker schaatsen 1991/1992
De wereldbeker schaatsen 1991/1992 was een internationale schaatscompetitie verspreid over het schaatsseizoen 1991–1992. Het was de derde editie van de World Cup die bestaat uit een aantal schaatswedstrijden op verschillende afstanden die gedurende de winterperiode worden gehouden op verschillende schaatsbanen. Per worldcupwedstrijd kan een schaatser punten verdienen en aan het eind van de cyclus is de winnaar die schaatser die in het eindklassement bovenaan staat.

## Kalender
| Plaats                     | Datum                   | 500m     | 1000m | 1500m | 3km/5km | 5km/10km |
| -------------------------- | ----------------------- | -------- | ----- | ----- | ------- | -------- |
| Berlijn (Hohenschönhausen) | 22–24 november 1991     | 1x* 2x** | 1x    | 1x    | 1x      |          |
| Heerenveen                 | 30 nov. – 1 dec. 1991** | 2x       | 1x    | 1x    | 1x      | 1x       |
| Warschau                   | 30 nov. – 1 dec. 1991*  | 1x       | 1x    | 1x    | 1x      |          |
| Albertville                | 7–8 december 1991*      | 1x       | 1x    | 1x    | 1x      |          |
| Klobenstein                | 11–12 januari 1992*     | 1x       | 1x    | 1x    | 1x      |          |
| Davos                      | 11–12 januari 1992**    | 2x       | 1x    | 1x    | 1x      |          |
| Savalen                    | 7–8 maart 1992**        | 2x       | 2x    |       |         |          |
| Inzell                     | 13–14 maart 1992*       | 2x       | 1x    | 1x    | 1x      | 1x       |
| Québec                     | 14–15 maart 1992**      |          |       | 1x    | 1x      |          |
| Butte                      | 27–28 maart 1992**      | 2x       | 1x    | 1x    | 1x      | 1x       |

* Alleen voor vrouwen
** Alleen voor mannen

## Eindklassementen mannen

### 500 meter
Eindstand na tien wedstrijden.
| Positie | Schaatser          | Punten |
| ------- | ------------------ | ------ |
| Goud    | Dan Jansen         | 213    |
| Zilver  | Yasunori Miyabe    | 174    |
| Zilver  | Toshiyuki Kuroiwa  | 174    |
| 4       | Uwe-Jens Mey       | 144    |
| 5       | Gerard van Velde   | 121    |
| 6       | Igor Zjelezovski   | 109    |
| 7       | Yuji Fujimoto      | 101    |
| 8       | Guy Thibault       | 96     |
| 9       | Nick Thometz       | 95     |
| 10      | Aleksandr Goloebev | 88     |

### 1000 meter
Eindstand na zes wedstrijden.
| Positie | Schaatser         | Punten |
| ------- | ----------------- | ------ |
| Goud    | Igor Zjelezovski  | 100    |
| Zilver  | Toshiyuki Kuroiwa | 97     |
| Brons   | Yasunori Miyabe   | 81     |
| 4       | Dan Jansen        | 78     |
| 5       | Eric Flaim        | 77     |
| 6       | Gerard van Velde  | 71     |
| 7       | Nick Thometz      | 70     |
| 8       | Olaf Zinke        | 63     |
| 9       | Peter Adeberg     | 60     |
| 10      | Yuji Fujimoto     | 49     |

### 1500 meter
Eindstand na vijf wedstrijden.
| Positie | Schaatser          | Punten |
| ------- | ------------------ | ------ |
| Goud    | Falko Zandstra     | 94     |
| Zilver  | Johann Olav Koss   | 85     |
| Brons   | Peter Adeberg      | 77     |
| 4       | Rintje Ritsma      | 76     |
| 5       | Ådne Søndrål       | 74     |
| 6       | Roberto Sighel     | 56     |
| 7       | Michael Hadschieff | 49     |
| 7       | Olaf Zinke         | 49     |
| 9       | Eric Flaim         | 40     |
| 9       | Markus Tröger      | 40     |

### 5000 & 10.000 meter
Eindstand na zeven wedstrijden (vijf keer 5km en twee keer 10km).
| Positie | Schaatser          | Punten |
| ------- | ------------------ | ------ |
| Goud    | Geir Karlstad      | 126    |
| Zilver  | Johann Olav Koss   | 118    |
| Brons   | Falko Zandstra     | 114    |
| 4       | Bart Veldkamp      | 110    |
| 5       | Thomas Bos         | 108    |
| 6       | Kazuhiro Sato      | 93     |
| 7       | Per Bengtsson      | 78     |
| 8       | Markus Tröger      | 77     |
| 9       | Michael Hadschieff | 62     |
| 10      | Jaromir Radke      | 51     |

## Eindklassementen vrouwen

### 500 meter
Eindstand na zes wedstrijden
| Positie | Schaatsster                 | Punten |
| ------- | --------------------------- | ------ |
| Goud    | Bonnie Blair                | 122    |
| Zilver  | Ye Qiaobo                   | 116    |
| Brons   | Angela Hauck-Stahnke        | 92     |
| 4       | Christine Aaftink           | 90     |
| 5       | Monique Garbrecht           | 88     |
| 6       | Christa Luding-Rothenburger | 84     |
| 7       | Susan Auch                  | 71     |
| 8       | Anke Baier                  | 65     |
| 9       | Sandra Voetelink            | 51     |
| 10      | Shelley Rhead-Skarvan       | 44     |

### 1000 meter
Eindstand na vijf wedstrijden.
| Positie | Schaatsster                 | Punten |
| ------- | --------------------------- | ------ |
| Goud    | Bonnie Blair                | 100    |
| Zilver  | Ye Qiaobo                   | 83     |
| Brons   | Monique Garbrecht           | 80     |
| 4       | Christine Aaftink           | 73     |
| 5       | Anke Baier                  | 70     |
| 6       | Angela Hauck-Stahnke        | 67     |
| 7       | Christa Luding-Rothenburger | 57     |
| 8       | Edel Therese Høiseth        | 54     |
| 9       | Sandra Voetelink            | 47     |
| 10      | Michelle Kline              | 46     |

### 1500 meter
Eindstand na vijf wedstrijden.
| Positie | Schaatsster              | Punten |
| ------- | ------------------------ | ------ |
| Goud    | Gunda Niemann            | 97     |
| Zilver  | Emese Hunyady            | 94     |
| Brons   | Bonnie Blair             | 62     |
| 4       | Jacqueline Börner        | 60     |
| 5       | Else Ragni Yttredal      | 56     |
| 5       | Lia van Schie            | 56     |
| 7       | Heike Warnicke-Schalling | 54     |
| 8       | Jasmin Krohn             | 50     |
| 9       | Sandra Voetelink         | 48     |
| 10      | Emese Dörfler-Antal      | 46     |

### 3000 & 5000 meter
Eindstand na zes wedstrijden (vijf keer 3km en één keer 5km).
| Positie | Schaatsster              | Punten |
| ------- | ------------------------ | ------ |
| Goud    | Gunda Niemann            | 125    |
| Zilver  | Emese Hunyady            | 103    |
| Brons   | Heike Warnicke-Schalling | 102    |
| 4       | Carla Zijlstra           | 92     |
| 5       | Lia van Schie            | 82     |
| 6       | Jasmin Krohn             | 72     |
| 7       | Claudia Pechstein        | 65     |
| 8       | Mihaela Dascălu          | 63     |
| 9       | Anette Tønsberg          | 62     |
| 10      | Elena Belci-Dal Farra    | 46     |

1985/1986 · 
1986/1987 · 
1987/1988 · 
1988/1989 · 
1989/1990 · 
1990/1991 · 
1991/1992 · 
1992/1993 · 
1993/1994 · 
1994/1995 · 
1995/1996 · 
1996/1997 · 
1997/1998 · 
1998/1999 · 
1999/2000 · 
2000/2001 · 
2001/2002 · 
2002/2003 · 
2003/2004 · 
2004/2005 · 
2005/2006 · 
2006/2007 · 
2007/2008 · 
2008/2009 · 
2009/2010 · 
2010/2011 · 
2011/2012 · 
2012/2013 · 
2013/2014 · 
2014/2015 ·
2015/2016 ·
2016/2017 ·
2017/2018 ·
2018/2019 ·
2019/2020 ·
2020/2021 ·
2021/2022 ·
2022/2023 ·
2023/2024 ·
2024/2025